# إريك لارسون
إريك لارسون (بالسويدية: Erik Larsson)‏ هو سياسي سويدي، ولد في 29 مايو 1918، وتوفي في 2005. حزبياً، نشط في حزب الوسط السويدي. وقد انتخب عضو البرلمان السويدي ‏.